# 近代
近代（きんだい、英語: modern period〈モダン・ピリオド〉, modern times〈モダン・タイムス〉, modern age〈モダン・エイジ〉）とは、現代に近い時代（時代区分）、または現代。広義には「近世」と同義だが、一般的には封建主義時代（近世）より後の資本主義社会・市民社会の時代を指す。

## 概説
時代区分としての近代を象徴する要素は、ヴェストファーレン条約に始まる主権国家体制の成立、市民革命による市民社会の成立、産業革命による資本主義の成立、ナポレオン戦争による国民国家の形成など、18世紀後期以降のヨーロッパで成立し、現代世界を特徴付けている社会のあり方である。
19世紀以後、ヨーロッパで完成したこれらの社会のシステムは、日本を初めとする欧米以外の諸国にも伝わり、世界全体を覆うようになる。こうして成立したものが、地球上のほとんど全ての人が排他的な主権国家の国民となり、国民が集まって作られた国家が構成員として参加する国際社会であった。この一連の過程が世界史における近代であり、近世以前の段階にある社会を近代的な社会に変えることを「近代化（modernization）」という。

## 範囲
通常、「近代」は、ヨーロッパ列強の進出によって旧来の社会体制が転換された後の時代や、ヨーロッパ列強型の新国家が成立した後の時代と規定される。これに対して、「近世」は、ヨーロッパ列強が進出する前の時代や、ヨーロッパ列強型の新国家が成立する前の時代と規定される例が多い。
その他の地域の歴史の時代区分についても多くの場合、「近世」「近代」「現代」の区分が用いられるが、進歩史観の一種である唯物史観の適用などが絡んで様々な説が提唱されており、時代区分が定まっていないことが大半である。唯物史観を適用する場合、「近世」は封建主義時代、「近代」は資本主義時代と規定される例が多い。
また、「近代」という語は、「現在の政体や国際社会の時代（現代）の一つ前の時代」という意味を伴う。この為、アジア史では、第二次世界大戦終結（1945年）を境にして「近代」と「現代」に分けられている。一方、ヨーロッパ史では、第一次世界大戦終結（1918年）を境にして「近代」と「現代」に分けられていた。しかし、冷戦後は東欧革命（1989年）を境にして「近代」と「現代」を分ける見方も増えている。

### ヨーロッパ

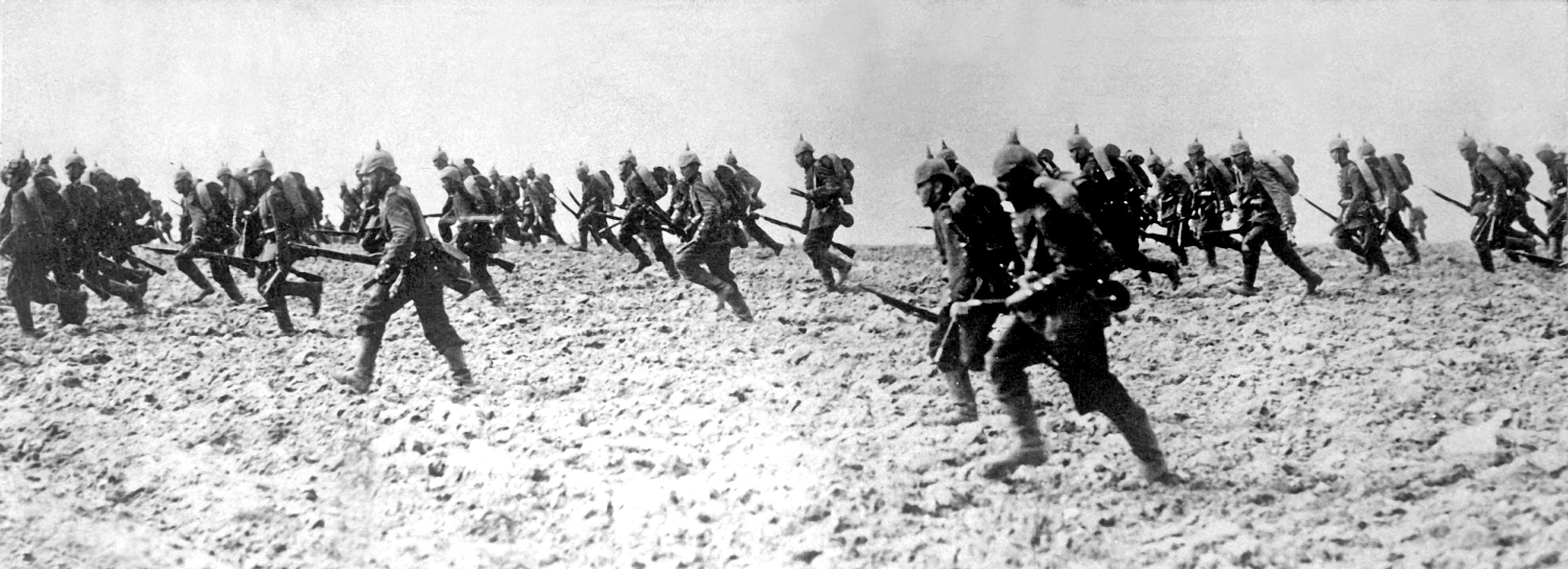
第一次世界大戦のドイツ帝国兵

時代的な画期としては、西ローマ帝国が崩壊した476年を古典古代の終わり（以降、中世）とする意識に対応して、東ローマ帝国（ビザンチン帝国）がオスマン帝国に打倒された1453年と見なすことが多かった。これは、古代帝国の遺産である東ローマ帝国が、東方の異質な文明を持つトルコ人に打倒されたという事件自体の衝撃もさることながら、コンスタンティノポリス（コンスタンティノープル）からイタリア半島に亡命してきた多くの学者が西ヨーロッパの古典古代研究を刺激し、ルネサンスの人文主義隆盛のきっかけになったという実際的な面を反映していた。
しかしながら、今日では成文憲法・国民国家と資本主義といった近代を象徴する社会・経済・国家のあり方が現れた18世紀末期から19世紀前半を近代の本格的な始まりとして、東ローマ帝国滅亡からルネサンスを経て産業革命までの時代を「近世（初期近代）」として「近代」から区別する。その場合、大きな転機となったフランス革命の勃発（1789年）が転換点と見なされることが多い。従って、この場合はフランス革命からが「近代」と見なされる。
一方で、日本の歴史学では、ヨーロッパの初期近代に当たる時代の区分として「近世」という語が広く定着しており、多くの場合、近代とはっきり区別される。

### アメリカ
アメリカ合衆国においては1776年のアメリカ独立革命から第二次世界大戦（もしくは冷戦終結）までが「近代」と見なされている。また、ラテンアメリカにおいては19世紀前半のスペイン・ポルトガルからの独立以後が「近代」と見なされている。

### アジア

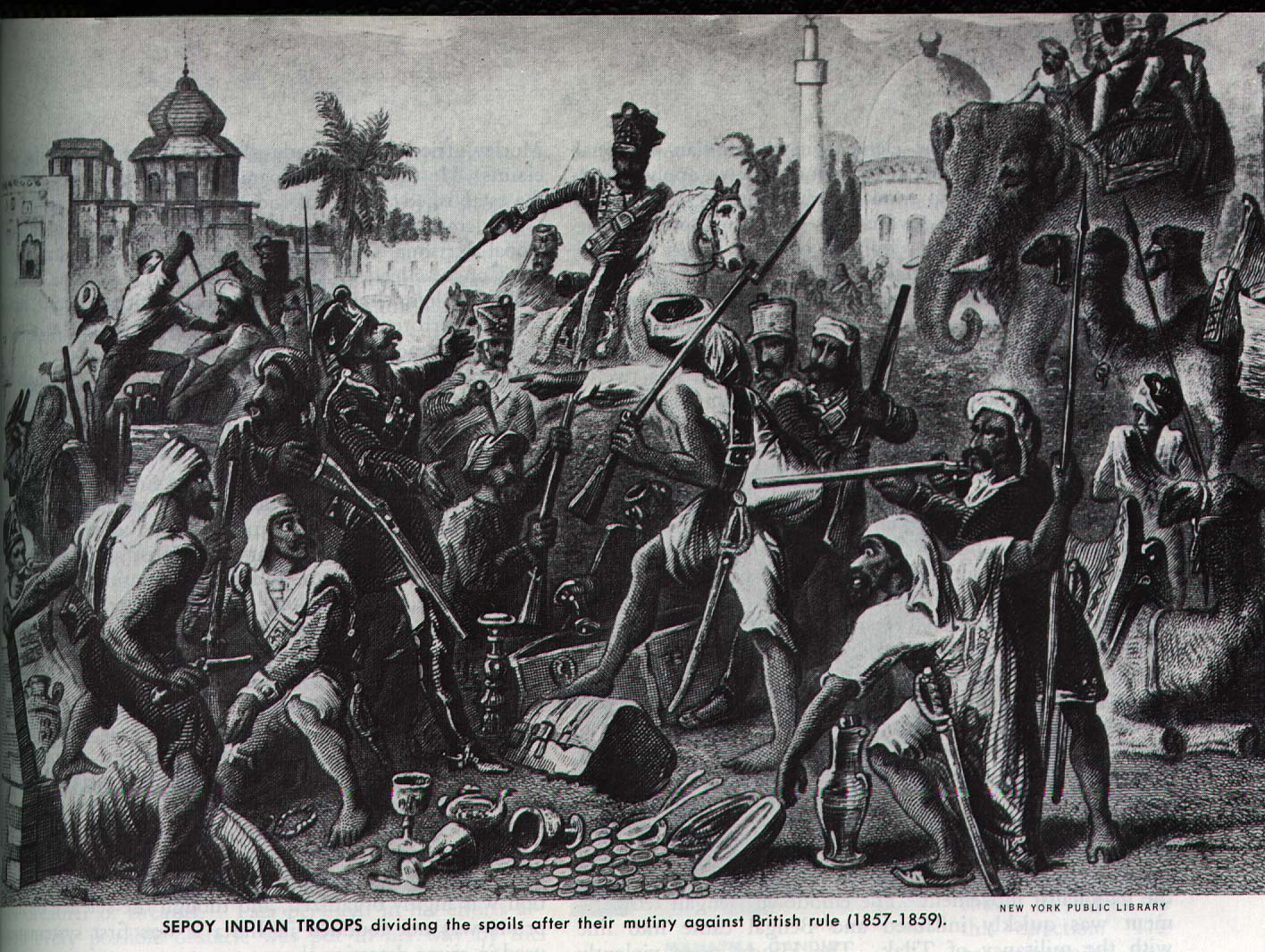
セポイの反乱

アジアの歴史では、欧米列強による植民地化に着目して、アヘン戦争から第二次世界大戦までが「近代」と見なされている。ただし、アヘン戦争前から欧米列強に植民地化されている国家（例：インドネシア）が存在した点にも注意を要する。

#### 日本
日本史では、応仁の乱以降の室町時代末期から安土桃山時代（いわゆる戦国時代）を経て江戸時代が終わるまでを「近世」、第二次世界大戦の終結までを「近代」、第二次世界大戦後を「現代」と見なすことが一般的である。しかし、「近代」の始まりについては、新政府の成立に則って明治維新（明治元年、1868年）による皇室への大政奉還・王政復古とする説と、幕末の日米和親条約による開国（嘉永7年、1854年）とする説の2説がある。

#### 中国
中国史では、新政府の成立に則って中華民国（辛亥革命から国共内戦まで）の成立期を「近代」とする見方と、西欧列強の進出とそれに伴う社会変動に着目して、1840年のアヘン戦争から国共内戦までを「近代」とする見方がある。

#### 朝鮮半島
朝鮮史では、大韓帝国の成立（1897年）から日本統治の終結（1945年）までが「近代」と見なされている。

#### ベトナム
ベトナム史では、フランスによる植民地化（1887年）から南北分断の終結（1976年）までが「近代」と見なされている。

### イスラムの世界

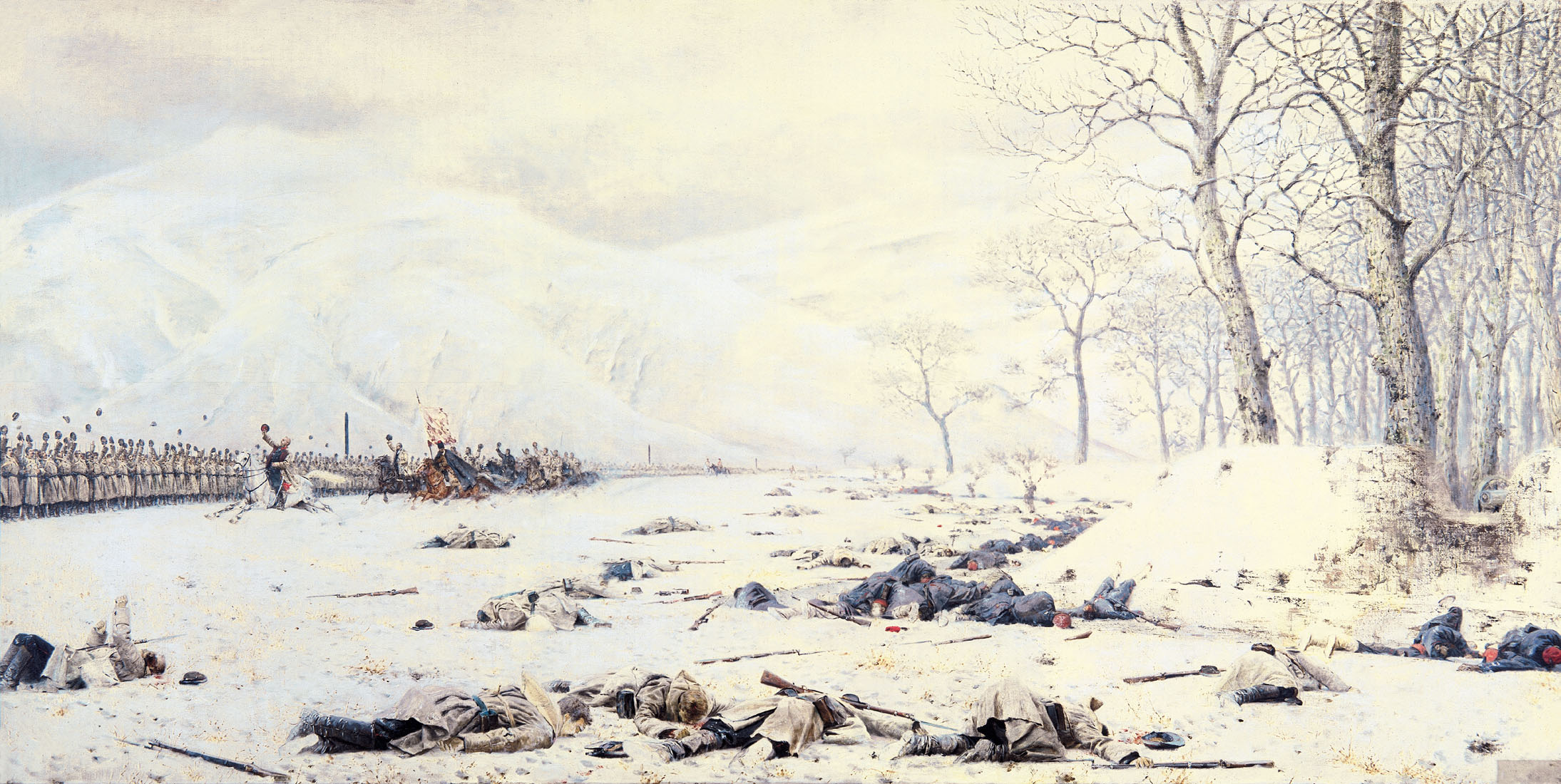
露土戦争 (1877年)

西アジア史では、ナポレオンのエジプト遠征以後が「近代」と見なされている。